# Campeonato Goiano de Futebol de 1978
O Campeonato Goiano de Futebol de 1978 foi a 35º edição da divisão principal do campeonato estadual de Goiás. O campeão foi o Vila Nova que conquistou seu 7º título na história da competição. O Goiás foi o vice-campeão.

## Participantes
| Equipe       | Cidade       | Em 1977 | Participação | Títulos               |
| ------------ | ------------ | ------- | ------------ | --------------------- |
| Anápolis     | Anápolis     | -       | -            | 1 (1965)              |
| Anapolina    | Anápolis     | -       | -            | 0 (não possui)</small |
| Atlético     | Goiânia      | -       | 35ª          | 7 ( último em 1970)   |
| Goiânia      | Goiânia      | 3º      | 35ª          | 14 (último em 74)     |
| Goiás        | Goiânia      | 2º      | 35ª          | 5 (Último em 1976)    |
| Goiatuba     | Goiatuba     | -       | -            | 0 (não possui)        |
| Ipiranga     | Ipiranga     | -       | -            | 0 (não possui)        |
| Itumbiara    | Itumbiara    | -       | -            | 0 (não possui)        |
| Jataiense    | Jataí        | -       | -            | 0 (não possui)        |
| Mineiros     | Mineiros     | -       | -            | 0 (não possui)        |
| Rio Verde    | Rio Verde    | 4º      | -            | 0 (não possui)        |
| Santa Helena | Santa Helena | -       | -            | 0 (não possui)        |
| Vila Nova    | Goiânia      | 1º      | -            | 6 (último em 1977)    |

## Premiação
| Campeonato Goiano de 1978     |
| Goiânia                       |
| ----------------------------- |
| Vila Nova Campeão (7º título) |

Vila Nova Futebol Clube